# Balance (album de Leo Kottke)
Pour les articles homonymes, voir balance.
Albums de Leo Kottke
Burnt Lips
(1978) Live in Europe
(1979)
Balance est un album du guitariste américain de folk rock Leo Kottke, sorti en 1978.

## Titres
Les compositions sont de Leo Kottke, sauf indication contraire.

### Face 1
| No | Titre                              | Durée |
| -- | ---------------------------------- | ----- |
| 1. | Tell Mary                          | 3:04  |
| 2. | I Don't Know Why                   | 2:07  |
| 3. | Embryonic Journey (Jorma Kaukonen) | 3:17  |
| 4. | Disguise                           | 2:45  |
| 5. | Whine                              | 3:10  |

### Face 2
| No | Titre                           | Durée |
| -- | ------------------------------- | ----- |
| 1. | Losing Everything               | 2:58  |
| 2. | Drowning                        | 2:12  |
| 3. | Delores                         | 3:09  |
| 4. | 1/2 Acre of Garlic              | 2:33  |
| 5. | Learning the Game (Buddy Holly) | 3:16  |

## Musiciens
- Leo Kottke - guitare acoustique, chant
- Kenny Buttrey - batterie, clavinet
- Mike Leech - basse
- Bobby Ogdin - piano
- John Harris - piano